# Лібрицці
Лібрицці (італ. Librizzi, сиц. Libbrizzi) — муніципалітет в Італії, у регіоні Сицилія,  метрополійне місто Мессіна.
Лібрицці розташоване на відстані близько 480 км на південний схід від Рима, 140 км на схід від Палермо, 55 км на захід від Мессіни.
Населення — 1694 особи (2014).
Щорічний фестиваль відбувається 8 вересня. Покровитель — Madonna della Catena.

## Демографія
Населення за роками:

Станом на 1 січня 2023 року в муніципалітеті офіційно проживало 49 іноземців з 13 країн, серед них 28 громадян країн Євросоюзу та 1 громадянин України.

## Сусідні муніципалітети
- Монтаньяреале
- Монтальбано-Елікона
- Патті
- Сан-П'єро-Патті
- Сант'Анджело-ді-Броло